# Krenopelopia amaminova
Krenopelopia amaminova är en tvåvingeart som beskrevs av Sasa 1991. Krenopelopia amaminova ingår i släktet Krenopelopia och familjen fjädermyggor. Inga underarter finns listade i Catalogue of Life.